# Indischer Silberschnabel
Der Indische Silberschnabel (Euodice malabarica, Syn.: Lonchura malabrica), auch Malabarfasänchen genannt, ist eine Art aus der Familie der Prachtfinken (Estrildidae). Es werden keine Unterarten unterschieden.
Die Art wird in Europa verhältnismäßig häufig als Ziervogel gehalten.

## Beschreibung

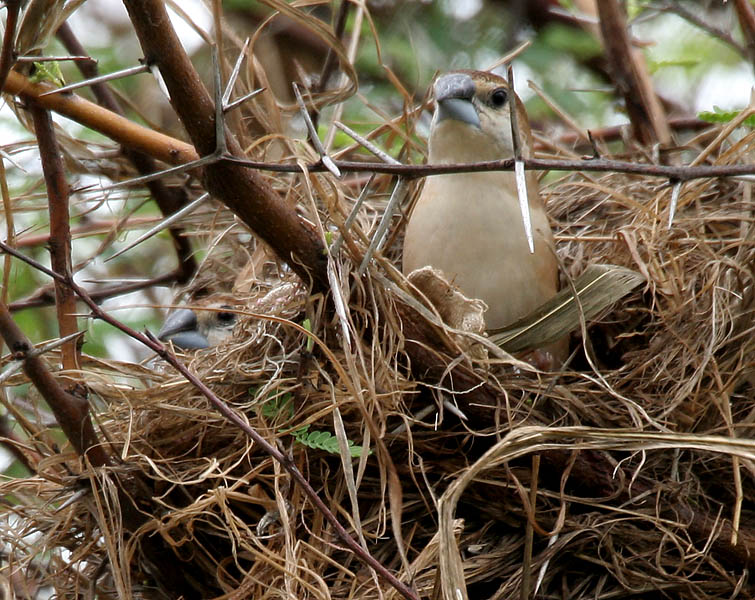
Nest in einer Akazie

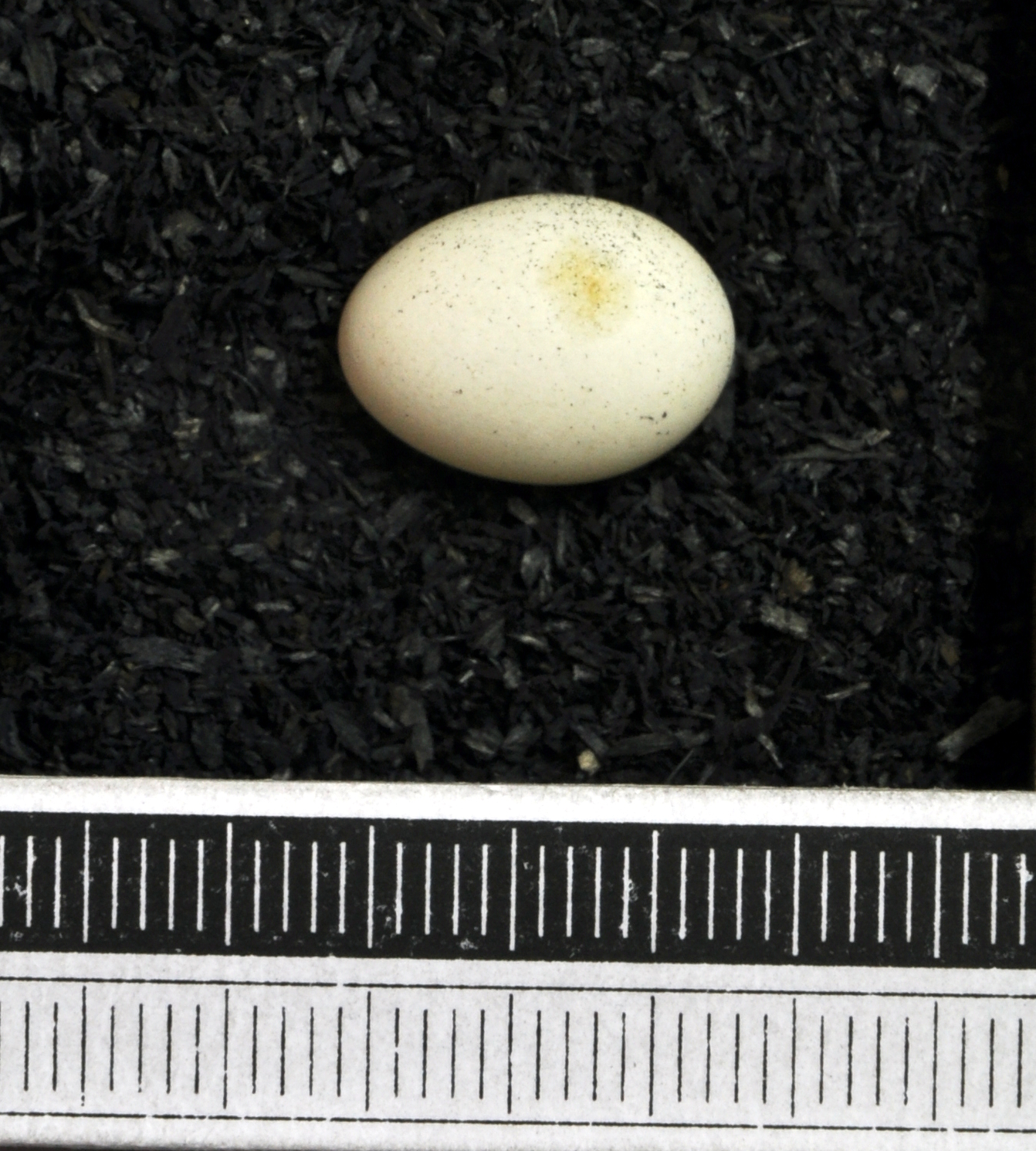
Ei, Sammlung Museum Wiesbaden

Der Indische Silberschnabel erreicht eine Körperlänge von elf bis zwölf Zentimeter und wiegt im Durchschnitt zwölf Gramm.
Das Gefieder ist überwiegend bräunlich. Oberkopf, Rücken und die Oberflügeldecken sind hellbraun. Der Bürzel und die Oberschwanzdecken sind weiß, wobei die äußeren Oberschwanzdecken schwarze Federsäume aufweisen. Die Schwingen und der gestufte Schwanz sind schwarzbraun. Die mittleren Federn des Schwanzes sind lanzettförmig zugespitzt. Die Kopfseiten sind weißlich. Die Körperunterseite ist cremeweiß und wird an den Körperseiten etwas brauner. Die Augen sind braun, der Oberschnabel ist dunkel blaugrau während der Unterschnabel etwas heller ist.
Der Indische Silberschnabel ist vor allem an seinem weißen Bürzelgefieder von dem zur selben Gattung gehörenden Afrikanischen Silberschnabel zu unterscheiden. Anders als beim Afrikanischen Silberschnabel ist der Lidrand nicht auffällig vom Kopfgefieder abgehoben.
Jungvögel sind einfarbig dunkel bräunlichgrau, die Körperunterseite ist nur geringfügig aufgehellt. Die Schwingen und der Schwanz sind schwarzbraun. Der Schnabel ist bei ihnen noch vollständig schwarz.

## Verbreitungsgebiet und Lebensraum
Das Verbreitungsgebiet des Indischen Silberschnabels ist sehr groß. Es reicht von Pakistan über die Vorberge des Himalayas, möglicherweise auch den Südosten Afghanistans, bis nach Nepal und Sikkim. In südlicher Verbreitungsrichtung kommt der Indische Silberschnabel bis nach Kerala und Madras vor. Es besiedelt außerdem die Trockengebiete im Nordosten und Südosten von Sri Lanka. Es gibt außerdem Vorkommen in der Region von Maskat im Südosten Arabiens, im Norden von Oman und in den Arabischen Emiraten. Diese sind möglicherweise auf Gefangenschaftsflüchtlinge zurückzuführen. Seit 1983 gibt es in Israel und seit 1989 in Jordanien Brutvorkommen.
Auch in Nizza und Umgebung gibt es eine Population.
Der Lebensraum sind Steppen und Savannen mit dichten Gebüschen sowie Waldränder und lichter Wald, aber auch die Umgebung menschlicher Siedlungen.  Die Höhenverbreitung reicht vom Meeresniveau bis in Höhenlagen von 1300 Meter. Im Himalaya kommt die Art stellenweise auch bis 2000 Höhenmeter vor.

## Lebensweise

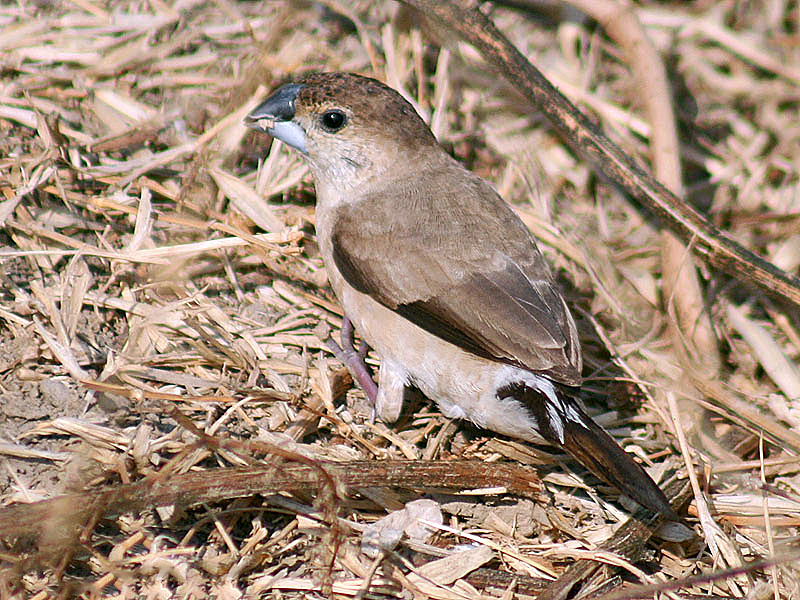

Der Indische Silberschnabel frisst überwiegend kleine Sämereien. Grassamen sind dabei die Hauptnahrungsquelle. Es pickt diese vom Erdboden auf, ist aber wie zahlreiche andere Prachtfinken in der Lage, diese auch vom Halm aus den Ähren und Rispen herauszuklauben. Im Süden Indiens gilt der Indische Silberschnabel neben der Muskatamadine, der Schwarzbauchnonne, dem Spitzschwanz-Bronzemännchen und dem Weißbauch-Bronzemännchen als Schädling, der insbesondere auf Hirse- und Reisfeldern Schaden anrichtet.
Sehr häufig ist die Art in Schwärmen zu beobachten. Das Geselligkeitsbedürfnis der Indischen Silberschnabel bleibt sogar während der Brutzeit so ausgeprägt, dass sich die Elternvögel während der Brut- und Huderpausen mit anderen Artgenossen zu Gruppen zusammenschließen. Sehr häufig ist außerdem Kontaktsitzen und gegenseitiges Gefiederkraulen zu beobachten.
Die Brutzeit variiert in Abhängigkeit vom Standort. In hoch gelegenen Verbreitungsgebieten brüten die Vögel in den Sommermonaten Juni bis September, in anderen Regionen zu allen Jahreszeiten. Allerdings fällt der Höhepunkt der Fortpflanzungsaktivität gewöhnlich in den Zeitraum ab dem Beginn des Monsuns. Auf Sri Lanka brüten Indische Silberschnäbel entsprechend von Oktober bis Anfang April. Das kugelförmige Nest wird meist sehr niedrig über dem Erdboden errichtet. Das Gelege umfasst gewöhnlich sechs Eier. Die Brutzeit beträgt nur elf bis zwölf Tage. Die Jungvögel haben unmittelbar nach dem Schlupf eine fast schwarze Hautfarbe. Die Nestlingszeit beträgt neunzehn bis zwanzig Tage. Nach dem Verlassen des Nestes werden die Jungen noch weitere zwei Wochen von den Elternvögeln betreut.

## Systematik

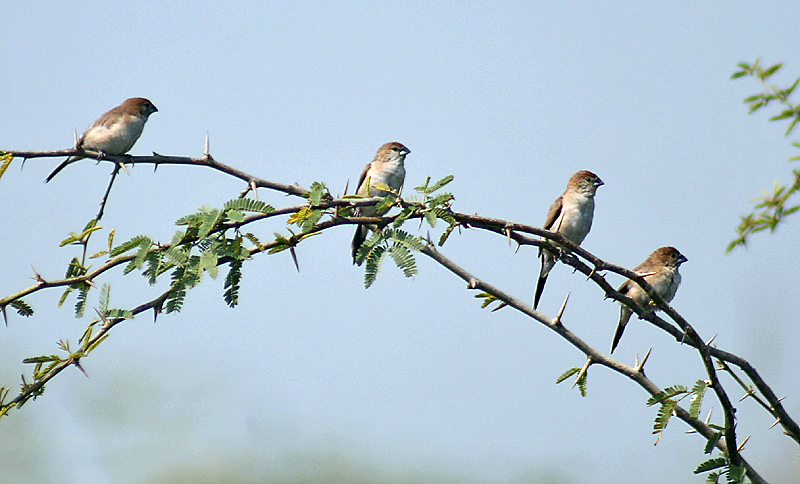

Indischer Silberschnabel und Afrikanischer Silberschnabel werden gelegentlich zu einer Art zusammengefasst. Die beiden unterscheiden sich jedoch nicht nur in der Gefiederzeichnung, sondern weisen auch sehr große Unterschiede im Gesang auf und zeigen unterschiedliche Schwanzbewegungen. Sie werden deswegen auch als zwei Arten aufgefasst, die gemeinsam eine Superspezies bilden.

## Haltung als Ziervogel
Die Ersthaltung des Indischen Silberschnabels in Europa lässt sich nicht mehr rekonstruieren. In Indien war diese Art im 19. Jahrhundert ein häufig gehaltener Ziervogel; in Europa wurde und wird der nah verwandte Afrikanische Silberschnabel verglichen mit dieser Art deutlich häufiger gehalten. Indische Silberschnäbel gelten als leicht zu haltende Art, die auch sehr einfach nachzuzüchten ist. Sie können sowohl im Käfig als auch in der Voliere gehalten werden.

## Belege